# Premiership Rugby 2010-11
La temporada 2010-2011 de la Aviva Premiership fue la 24.ª temporada de la máxima competición liguera de Rugby Union en Inglaterra. La temporada comenzó el 3 de septiembre de 2010 y terminó el 7 de mayo de 2011, para dar paso a las semifinales por el título, que tuvieron lugar el fin de semana del 15 al 16 de mayo. La final se produjo el 28 de mayo, en Londres en el estadio de Twickenham.
Leicester Tigers defendió el título conseguido durante la temporada 2009-10, mientras que los Exeter Chiefs debutaron en la máxima categoría después de lograr el ascenso la temporada pasada.

## Equipos
| Equipo             | Estadio                  | Capacidad | Ciudad       |
| ------------------ | ------------------------ | --------- | ------------ |
| Bath Rugby         | Recreation Ground        | 10.700    | Bath         |
| Exeter Chiefs      | Sandy Park               | 10.744    | Exeter       |
| Gloucester Rugby   | Kingsholm Stadium        | 16.500    | Gloucester   |
| Harlequins FC      | Twickenham Stoop Stadium | 12.700    | Londres      |
| Leeds Carnegie     | Headingley Stadium       | 22.250    | Leeds        |
| Leicester Tigers   | Welford Road             | 24.000    | Leicester    |
| London Irish       | Madejski Stadium         | 24.250    | Reading      |
| London Wasps       | Adams Park               | 10.516    | High Wycombe |
| Newcastle Falcons  | Kingston Park            | 10.200    | Newcastle    |
| Northampton Saints | Franklin's Gardens       | 13.600    | Northampton  |
| Sale Sharks        | Edgeley Park             | 10.852    | Stockport    |
| Saracens           | Vicarage Road            | 19.920    | Watford      |

## Clasificación
| \| \| Temporada 2010-2011 de la Aviva Premiership \| . · . · . \| |                                             |           |         |           |         |          |               |               |
| | Equipo                                      | Puntos    | Jugados | Victorias | Empates | Derrotas | Bonus ensayos | Bonus derrota |
| 1 | Leicester                                   | 78        | 22      | 16        | 1       | 5        | 8             | 4             |
| 2 | Saracens                                    | 76        | 22      | 18        | 0       | 4        | 2             | 2             |
| 3 | Gloucester                                  | 67        | 22      | 14        | 1       | 7        | 5             | 4             |
| 4 | Northampton                                 | 65        | 22      | 14        | 0       | 8        | 6             | 3             |
| 5 | Bath                                        | 62        | 22      | 13        | 1       | 8        | 5             | 3             |
| 6 | Irish                                       | 54        | 22      | 11        | 0       | 11       | 6             | 4             |
| 7 | Harlequins                                  | 52        | 22      | 9         | 2       | 11       | 4             | 8             |
| 8 | Exeter                                      | 43        | 22      | 10        | 0       | 12       | 0             | 5             |
| 9 | Wasps                                       | 43        | 22      | 9         | 1       | 12       | 1             | 4             |
| 10 | Sale                                        | 32        | 22      | 6         | 1       | 15       | 1             | 5             |
| 11 | Newcastle                                   | 23        | 22      | 4         | 1       | 17       | 0             | 5             |
| 12 | Leeds                                       | 23        | 22      | 4         | 0       | 18       | 0             | 7             |
| En azul los 4 equipos que estarían clasificados para disputar el título en semifinales. El último clasificado descenderá de categoría. La victoria vale 4 puntos y el empate 2. Los bonus, de un punto cada uno, se dan por conseguir 4 ensayos o más, y por perder por 7 puntos o menos. |                                             |           |         |           |         |          |               |               |
| | Temporada 2010-2011 de la Aviva Premiership | . · . · . |         |           |         |          |               |               |

Estadísticas provisionales
- El líder de la clasificación al finalizar la temporada regular fue Leicester Tigers con 78 puntos.
- La tabla de anotadores de ensayos está liderada con 13 ensayos por el samoano Alesana Tuilagi, de Leicester Tigers.
- La tabla de anotadores de puntos está liderada por el apertura neozelandés Jimmy Gopperth, de Newcastle Falcons, con 230 puntos.

## Fase Final

### Semifinales
| 14 de mayo de 2011 | Leicester Tigers | 11 - 3 | Northampton Saints | Welford Road, Leicester |  |

| 15 de mayo de 2011 | Saracens | 12 - 10 | Gloucester | Vicarage Road, Londres |  |

### Final
| 28 de mayo de 2011 | Leicester Tigers | 18 - 22 | Saracens | Twickenham, Londres |  |

| Bandera de Inglaterra |
| Campeón Saracens      |
| Primer título         |